# Hugo Pina
Hugo Filipe Cabral Pina (sinh ngày 16 tháng 2 năm 1984 ở Lisbon) là một cầu thủ bóng đá người Bồ Đào Nha thi đấu cho S.U. 1º de Dezembro ở vị trí tiền vệ phòng ngự.